# Chiesa dei Santi Filippo e Giacomo Apostoli (Covo)
La chiesa archipresbiterale dei Santi Filippo e Giacomo apostoli  è il principale luogo di culto cattolico di Covo in provincia di Bergamo e diocesi di Cremona, elevata a parrocchia nel 1470. La chiesa conserva la reliquia di san Lazzaro donata dal condottiero Bartolomeo Colleoni.

## Storia
Il territorio di Covo fu assegnato alla diocesi di Cremona nel 1098 dal vescovo Ubaldo per volontà della contessa Matilde di Canossa, e malgrado fossero contro questa decisione i covesi e l'arcivescovo di Milano Ariberto di Milano, il vescovo Ubaldo si fece sostenere dall'imperatore Enrico III che ne confermò i diritti episcopali e feudali: […] nessun Arcivescovo, Vescovo, Duca, Marchese, Conte, Visconte, persona grande o piccola potevano spogliare dei beni la chiesa cremonese. Il vescovo Sicardo da Cremona nel 1110 ricevette il titolo di conte.
Un edificio di culto fu edificato nel XV secolo intitolato ai santi Giacomo e Filippo apostoli; era una cappella privata dell'antica famiglia feudataria dei conti Covi. La scelta della dedicazione era collegata alla chiesa parrocchiale di Soncino. Questa era di piccole dimensioni a pianta rettangolare e si sviluppava in cinque campate da tre arconi, che sostenevano il tetto. La chiesa fu elevata a parrocchia dal vescovo di Cremona Giovanni Stefano Bottigella spostandola dall'antica sede di Santo Stefano che si trovava dislocata rispetto al centro urbano nel 1470, con il successivo ampliamento, mantenendo sul lato a sud la zona cimiteriale. Il nuovo edificio fu consacrato il 5 maggio 1491.
Nel XVIII secolo, l'allora parroco don Omobono Capelletti, propose ai parrocchiani l'edificazione di un nuovo edificio che avesse la capacità d'accoglienza di tutti i fedeli. Furono quindi demoliti antichi luoghi di culto sparsi sul territorio nonché l'antica parrocchia per poterne recuperare il materiale adatto alla nuova costruzione.
Furono contemporaneamente restaurati gli oratori dei disciplini del Rosario dove furono poste le reliquie di san Lazzaro patrono della cittadina, il 25 aprile 1785 e dono del condottiero Bartolomeo Colleoni provenienti da Senigallia. Una solenne cerimonia emotivamente partecipata accompagnò la traslazione delle reliquie. Durante la costruzione del nuovo edificio fu presso questo oratorio, ampliato con la demolizione di un muro, il luogo di celebrazione delle funzioni domenicali.
I lavori iniziarono l'8 gennaio 1785 con la posa della prima pietra su cui fu inciso: Pio VI P.M. Josepho L.L.R.J. Ignatio Maria Fraganeschi Ep. Crem. novi templi imposuit lapidem Homobonus Capellettus Pre. S.T.D.R.R. Jacopo Scarpini, Josepho Molteni, Fabr. Pref. Calen. Majj MDCCLXXXV. Il progettista fu l'architetto Faustino Rodi.
La torre campanaria fu innalzata e completata dalle cinque campane nel 1805 dalla ditta Crespi. Fu poi maggiormente elevata nel 1926, con la benedizione delle nuove otto campane il 9 settembre del medesimo anno dal vescovo Giovanni Cazzani.
Nel 1930 l'edificio risultava ancora insufficiente a ospitare i tanti fedeli, fu quindi realizzata la nuova piazza con la demolizione di molti edifici e la creazione del nuovo edificio di culto, questo ebbe il nuovo orientamento sud-nord, fu quindi demolito il settecentesco presbiterio. La nuova facciata fu progettata dall'ingegner Sanga che mantenne lo stile della chiesa precedente con la formazione del doppio timpano in stile palladiano. La nuova chiesa fu consacrata nel 1952 ed elevata ad arcipretura dal vescovo Danio Bolognini nel 1954.

## Descrizione

### Esterno
La chiesa è collocata su di una grande piazza, con pavimentazione in porfido e parti in ciottolato, dove si affaccia anche il palazzo comunale, e si presenta con la facciata palladiana tripartita da quattro colonne culminanti con capitelli di ordine ionico, e lesene nella parte terminante. La parte centrale più alta rispetto alle due laterali, anticipa lo sviluppo a tre navate dell'aula interna. La parte inferiore della facciata presente centralmente il grande portale culminante con la lunetta completa di bassorilievo raffigurante la resurrezione di Lazzaro. A fianco in due nicchie sono poste due delle sette statue presenti sulla facciata. Lateralmente due grandi finestre rettangolari atte ad illuminare le navate interne. Oltre alle due statue poste sul primo ordine altre cinque solo collocate su altrettanti pinnacoli. La parte absidale si presenta con la conformazione di facciata, residuo dell'edificio precedente, che era rivolto nella direzione opposta. La facciata presenta affinità con la basilica veneziana di San Giorgio.

### Interno
L'aula conserva opere d'arte provenienti dall'edificio più antico.
L'aula si sviluppa su tre navate divise da sei colonne per lato culminanti con capitello ionico che sorregge la trabeazione da cui parte la copertura centrale voltata a botte con decorazioni a lacunari ottagonali. Due oculi portano luce alla navata. Il tiburio che raccoglie la cupola è molto spazioso e precede il presbiterio. La cupola presenta decorazioni composte da esagoni e quadrati. Questa è illuminata da due oculi collocati sopra l'altare della Madonna e di san Lazzaro; culmina con un'apertura a lanterna, atta a illuminare la parte superiore.

Le navate laterali sono più strette e basse e hanno la copertura di volta a botte. Vengono illuminate dalle finestre poste sulla facciata.
Il presbiterio conserva l'antico altare completo di paliotto marmoreo forse di bottega fantoniana. La pala d'altare proviene dalla chiesa dell'Incoronata e raffigura il Cristo Risorto del 1614 e riportante la firma Ferrarius posto in una cornice dorata seicentesca. Il presbiterio è anticipato da una balaustra marmorea settecentesca. Gli altari laterali sono una ricostruzione di Costantino Fazziola e dai fratelli Birsetti del 1804, ricostruzione degli altari più antichi.
Gli altari a sinistra conservano le tele Predicazione di Lazzaro del Seicento, Madonna col Bambino e santi e un ex voto e il San Rocco sempre del Seicento. Sulla controfacciata la tela seicentesca di grandi dimensioni raffigurante Madonna col Bambino e santi. 
La navata centrale è ornata dalla piccola tela dell’Annunciazione, Madonna del Suffragio del 1634, e due tele di piccole dimensioni con l'Ultima Cena e San Luigi Gonzaga. le antiche tavole della Via crucis furono rubate e sostituite con opere bronzee di Domenico Colpani.

### Reliquie di san Lazzaro e santa Maddalena
Nella navata di destra, l'altare dedicato a san Lazzaro costruito nel 1804, conserva le reliquie del santo con quelle di altri martiri. 
L'altare è indicato già nel 1449 nell'antica chiesa che era una semplice cappella curata con fonte battesimale, matrice della pieve di Santo Stefano. La tradizione racconta che il santo con la sorella santa Marta, santa Maria Maddalena e la loro serva Sara furono messi su una barca senza i remi e cacciati dalla Palestina; il viaggio portò i naufraghi fino nel sud della Francia dove è diventato molto importante il loro culto. La storia dice che, forse nell'IX secolo, la figlia del signore di Marsiglia avesse sposato un conte di Senigallia e che avesse portato in dote le reliquie dei santi Maria Maddalena e Lazzaro nelle Marche. Alla data del 1283 vi è conferma che le reliquie della santa si trovassero a Senigallia. Nella località vi è infatti una chiesa intitolata alla santa risalente al XIII secolo, con una fiera a lei intitolata. Pare infatti che a Saint-Mazimin nel 1283 sia stato rinvenuto il corpo della santa, ma mancante di una gamba.
Le Marche vivevano nel XV secolo un periodo di guerre e devastazione con Renato d'Angiò che combatteva Alfonso V d'Aragona per il dominio sul Regno di Napoli, quest'ultimo si fece aiutare da Filippo Maria Visconti e questi prese al soldo il condottiero Bartolomeo Colleoni, che insoddisfatto dalla mercede della repubblica di Venezia, lasciò quell'incarico per servire il Visconti. Questi dopo avergli dato 1500 soldati e il castello di Dorno, lo mandò nel 1444 nelle Marche. Il Colleoni si fermò con l'esercito a Senigallia che era stata devastata dagli scontri bellici degli Sforza con il Niccolò Piccinino, restando attendato in attesa degli eventi. Proprio in questo tempo il cappellano confessore, che seguiva il condottiero, nei ruderi dell'antica chiesa di Santa Maria Maddalena trovò una cassettina contenente alcune ossa con un documento che ne indicava la provenienza. Fu proprio il frate agostiniane Bellino Crotti da Romano, a portare le reliquie nelle proprietà del condottiero nella bergamasca perché venissero conservate in una delle cappelle votive presso i suoi domini, tra i quali si attesta anche quello di Covo.
Arrivato a Covo il frate fu accolto dai fedeli e il cranio di san Lazzaro fu portato in processione nella chiesa. La reliquia di santa Maria Maddalena fu invece portata a Romano di Lombardia. Nel 1491 il vescovo di Cesarea Francesco Calderario autenticò le reliquie, ma solo nel 1632 fu edificato un altare che le contenesse, nel 1638 fu nominato un cappellano che vi celebrasse le funzioni religiose. Nel 1659 san Lazzaro fu scelto come patrono della località e fu sempre oggetto di devozione nei momenti di pandemia. Viene festeggiato ogni anno nella seconda domenica di ottobre con una sagra, e a livello devozionale il 17 dicembre di ogni anno.
Con la ricostruzione dell'edificio e la rotazione dell'asse, l'antico altare divenne parte della nuova sagrestia. Le reliquie furono riportate nella chiesa e poste nel nuovo altare nel 1733. Nel 1833 furono realizzati gli arredi in stucco dell'altare e forse proprio in contemporanea furono costruiti i reliquiari.